# Elaphoglossum oculatum
Elaphoglossum oculatum är en träjonväxtart som beskrevs av John T. Mickel. Elaphoglossum oculatum ingår i släktet Elaphoglossum och familjen Dryopteridaceae. Inga underarter finns listade.